# Banca Toscana
La Banca Toscana est une ancienne banque italienne, dont le siège se situait à Florence.

## Histoire
Le 4 avril 1904, la société coopérative Piccolo Credito Toscano est constituée, laquelle, environ 16 ans plus tard, est devenue la société anonyme Credito Toscano. À la même époque, elle achète le palais historique Portinari Salviati, où elle a son siège social jusqu'en 2009. À la suite de la fusion avec la Banca di Firenze, la Banca Toscana S.p.A. est officiellement créée le 4 juin 1930 et est cotée à la Borsa Italiana dès mai 1986. En 1977, la Banca Toscana devient la 19e banque italienne en termes de collecte.
En 1990, elle acquiert une participation majoritaire dans la Banco di Perugia, suivie en 1991 d'une fusion par incorporation. Le 20 novembre 2000, la Banca Popolare della Marsica est également incorporée. En 2002, elle est rachetée par la Banca Monte dei Paschi di Siena, mais conserve son identité. Au 30 novembre 2005, la Banca Toscana compte 428 agences, principalement dans le centre-sud de la péninsule (elle est également présente en Ligurie et en Lombardie). Depuis le 30 mars 2009, elle perd sa marque et toute autonomie résiduelle, fusionnant complètement avec la Banca Monte dei Paschi di Siena. En avril 2021, Monte dei Paschi di Siena décide de vendre la marque Banca Toscana et une partie de ses agences.